# 阮榮助
阮榮助（1935年—2013年），雲林古坑人，臺灣高山攝影師、國家地理雜誌特約攝影。中國時報出版公司曾譽其為「本土第一代報導攝影作家中的佼佼者」。

## 生平
阮榮助受安塞爾·亞當斯與白川義員啟發，自1970年起開始有計畫地拍攝台灣高山。1974年，以山岳攝影專題獲台北市攝影學會FPST（博學會士）榮銜。此後，他參與出版多部臺灣山岳攝影著作，諸如協助《台灣百岳全集》照片徵集，自行出版《台灣的山岳攝影》、《台灣的河海攝影》、《台灣的民俗攝影》、《臺灣映象之旅 : 田園風光》等攝影專集。
除受臺灣政府單位之託，阮榮助攝影生涯多次受各界之邀或自行前往世界各地攝影、參展。
2000年，阮榮助從其30年攝影生涯、數十萬照片中精選105張整理成冊，出版《我的山岳》一書。

## 著作
- 《台灣的山攝影》（1981年，山水文化）
- 《台灣的河海攝影》（1981年，山水文化）
- 《台灣的民俗攝影》（1982年，名江書局）
- 《臺灣映象之旅 : 田園風光》（1982年，名江書局）
- 《台灣老樹之旅》（1999年，時報文化，ISBN 9571328413）
- 《我的山》（2000年，上河文化，ISBN 9579758808）

## 外部連結
- 【MIT台灣誌 #608】中央山脈大縱走南一段~登峰南台首嶽 首嘗關山仙草餐